# Ruby Payne-Scott
Ruby Violet Payne-Scott sposata Hall (Grafton, 28 maggio 1912 – Mortdale, 25 maggio 1981) è stata una fisica, docente e ricercatrice australiana, pioniera della radiofisica e della radioastronomia che, esplorando lo spazio attraverso le onde radio, ha gettato le basi del nuovo campo della scienza, la radioastronomia. Dopo il matrimonio è stata costretta a dimettersi, perché le regole dell'epoca impedivano alle donne sposate di lavorare a tempo pieno.

## Biografia

### Primi anni e formazione
Ruby Payne-Scott nacque il 28 maggio 1912 a Grafton, nel New South Wales, figlia di Cyril Hermann Payne-Scott e di sua moglie Amy Sarah (nata Neale). Successivamente si trasferì a Sydney per vivere con sua zia. Lì frequentò la Penrith Public Primary School (tra il 1921 e 1924), e la Cleveland-Street Girls' High School (dal 1925 al 1926), prima di completare la scuola secondaria alla Sydney Girls High School. Nel suo certificato di maturità furono segnate lode in matematica e botanica.
Vinse due borse di studio che le permisero di proseguire all'Università di Sydney, dove si dedicò allo studiò della fisica, chimica, della matematica e della botanica. Conseguì un Bachelor of Science nel 1933 - la terza donna a laurearsi in fisica nell'ateneo, seguito da un Master of Science in fisica nel 1936 e un Diploma of Education nel 1938.

### Famiglia
Ruby Payne-Scott e William ("Bill") Holman Hall si sposarono in segreto nel 1944; a quel tempo, il governo del Commonwealth aveva legiferato un blocco matrimoniale, specificando che le donne sposate non potevano mantenere una posizione permanente all'interno del servizio pubblico. Payne-Scott continuò a lavorare per CSIRO mentre era sposata, fino a quando i regolamenti del nuovo CSIRO nel 1949 sollevarono la questione del suo matrimonio. L'anno successivo, il trattamento che le fu riservato dal CSIRO portò a scambi di corrispondenza ostili con Sir Ian Clunies Ross (presidente del CSIRO) sul tema dello status delle donne sposate sul posto di lavoro. Di conseguenza, Payne-Scott perse la sua posizione permanente in CSIROÈ, venne retrocessa allo stato temporaneo e perse tutti i contributi per la pensione che fino a quel momento erano stati versati. Nel 1951 - solo pochi mesi prima della nascita di suo figlio Peter, Payne-Scott si dimise dal suo incarico a causa della mancanza di congedo di maternità.
Dopo aver lasciato il suo ruolo alla CSIRO - dopo che il suo matrimonio con Bill era venuto alla luce - Payne-Scott prese il nome del marito, e da allora fu conosciuta come Ruby Hall. La coppia ebbe due figli: Peter Gavin Hall (matematico che aveva lavorato in statistica teorica e teoria della probabilità) e Fiona Margaret Hall (artista australiana la cui carriera fu descritta da Julie Ewington nel suo libro del 2005, Fiona Hall).

### Morte
Ruby Payne-Scott morì a Mortdale, nel Nuovo Galles del Sud, il 25 maggio 1981, tre giorni prima del suo sessantanovesimo compleanno.

## Posizioni e idee politiche
Payne-Scott era atea, ambientalista, femminista e sostenitrice dei diritti delle donne, e per un periodo di tempo fece parte del Partito Comunista d'Australia. Come conseguenza, l'Australian Security Intelligence Organisation (ASIO) creò un consistente file sulle sue attività intitolato The Secret Life of Ruby Payne-Scott ("afferma di essere "appassionata sia dell'indipendenza della ricerca scientifica e diritti umani. Questi sentimenti sono stati considerati un rischio per la sicurezza."), che contenente alcune distorsioni.
Fu un'appassionata escursionista, amante dei gatti, e le piaceva lavorare a maglia.

## Carriera

### Inizio carriera
Nel 1936, Payne-Scott condusse una ricerca presso il Cancer Research Laboratory dell'Università di Sydney in collaborazione con William H. Love. Coltivando embrioni di pollo senza differenze osservabili, e nonostante si trovassero in campi magnetici fino a 5000 volte più potenti di quelli della Terra, i due scienziati determinarono insieme che il magnetismo della Terra ha avuto un effetto minimo o nullo sui processi vitali degli esseri terrestri. Alcuni decenni prima era opinione diffusa che il campo magnetico terrestre producesse effetti estesi sugli esseri umani, e molte persone dormirebbero solo con la testa a nord e il corpo parallelo al meridiano magnetico.
Dopo la sua ricerca sul cancro, lavorò per un anno e un trimestre come insegnante di scuola secondaria presso la St Peter's Woodlands Grammar School, dal 1938 al 1939. Poco dopo, Payne-Scott entrò a lavorare in AWA, un importante produttore di elettronica e operatore di sistemi di comunicazione radio a due vie in Australia. Sebbene inizialmente assunta come bibliotecaria, il suo lavoro si espanse rapidamente fino a dirigere il laboratorio di misurazione e svolgere ricerche di ingegneria elettrica. Lasciò l'AWA nell'agosto 1941, per motivi legati all'ambiente di ricerca.

### Contributi a radar e radioastronomia

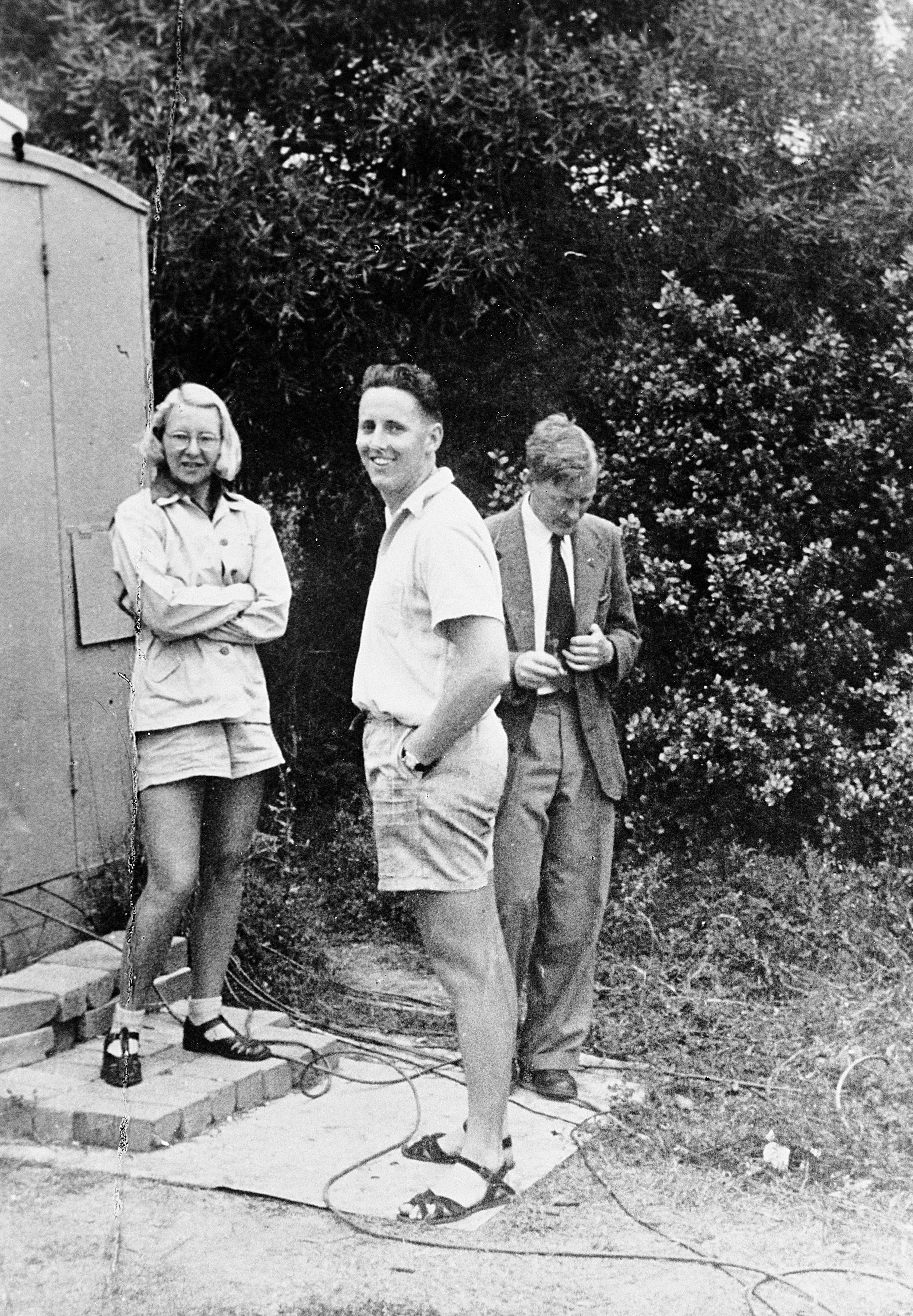
Con Alec Little (al centro) e "Chris" Christiansen alla stazione di campo della Potts Hill Reservoir Division of Radiophysics (1948 circa)

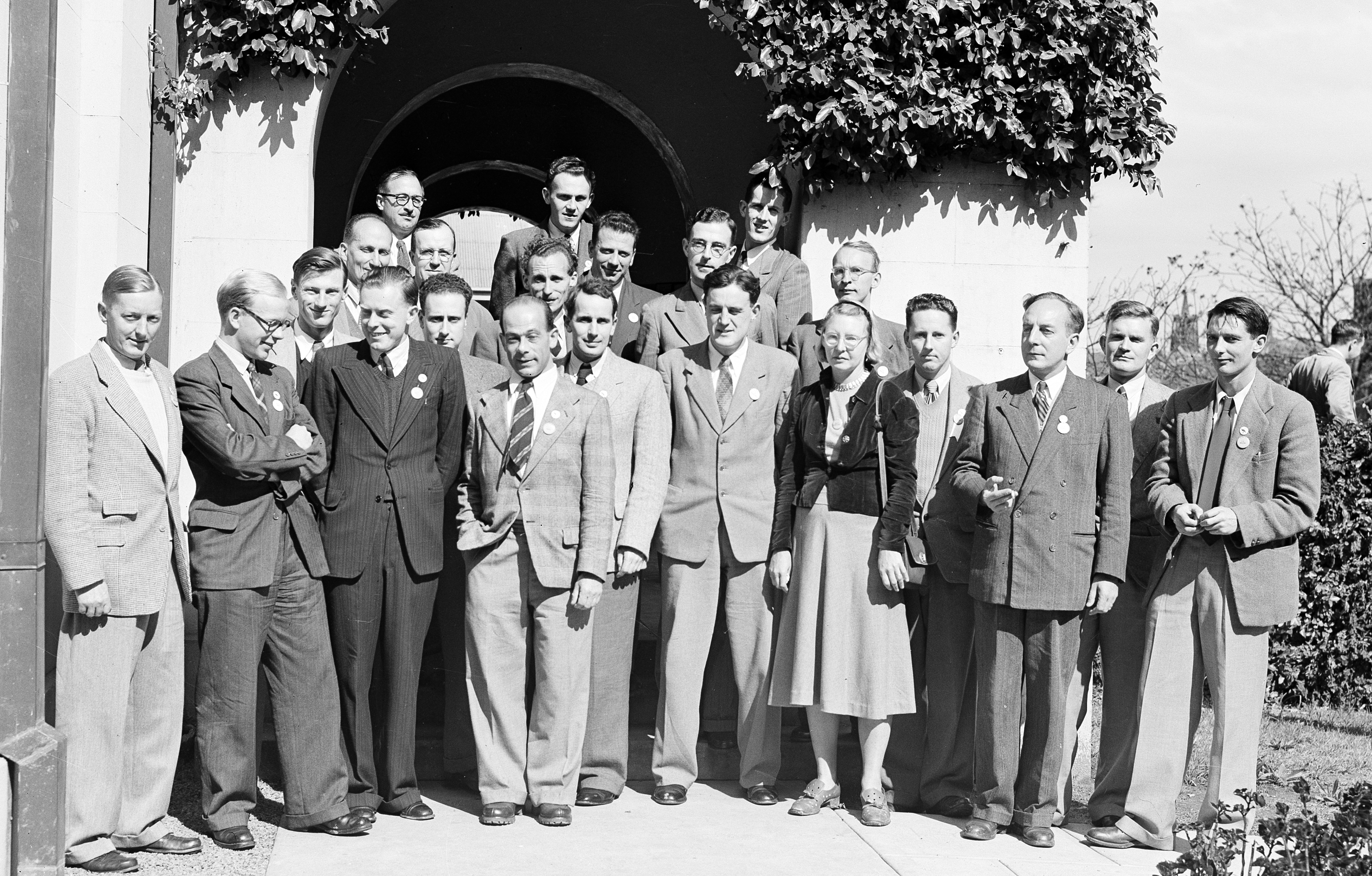
Partecipanti alla conferenza International Union of Radio Science presso l'Università di Sydney (1952). Payne-Scott è in prima fila.

Il 18 agosto 1941, Payne-Scott entrò a far parte del Laboratorio di radiofisica dell'Organizzazione per la ricerca scientifica e industriale del Commonwealth (CSIRO) del governo australiano. Durante la seconda guerra mondiale, fu impegnata in un lavoro top secret per indagare sulla tecnologia radar, diventando l'esperta australiana nel rilevamento di aeromobili utilizzando i display Plan Position Indicator (PPI). Dopo la guerra, nel 1948, pubblicò un rapporto completo sui fattori che influenzano la visibilità sui display PPI. Ebbe anche importanti contributi ai prototipi di sistemi radar operanti nella banda a microonde di 25 cm, ottenendo miglioramenti significativi.
Poiché il focus del Radiophysics Lab era passato dallo sviluppo di sistemi radar al loro riutilizzo per scopi scientifici, fu un importante contributo alla definizione di nuovi obiettivi. L'esperienza di Payne-Scott, sia come fisica, che come ingegnere elettrico la distingueva tra i suoi colleghi, molti dei quali non avevano un'istruzione formale in fisica. Nell'ottobre 1945, insieme a Joe Pawsey e Lindsay McCready, scrisse a Nature documentando una connessione tra le macchie solari e l'aumento delle emissioni radio dal sole (pubblicato a febbraio 1946). 
Nel dicembre 1945, scrisse un riassunto di "tutta la conoscenza disponibile e le misurazioni effettuate" presso il Radiophysics Lab, e suggerì future direzioni di ricerca che "fissassero il pensiero" per il gruppo.
Nel febbraio 1946, Payne-Scott, McCready e Pawsey utilizzarono la posizione della scogliera marina dei loro siti di osservazione per eseguire la prima radiointerferometria per le osservazioni astronomiche, confermando che le intense "esplosioni" radio provenivano dalle macchie solari stesse. Il loro articolo era anche il primo suggerimento della sintesi di Fourier in radioastronomia, un'idea che accennava al futuro della sintesi d'apertura del campo.
Dal 1946 al 1951, Payne-Scott si concentrò su queste emissioni radio "esplose" dal sole, e venne accreditata di aver scoperto esplosioni di tipo I e III e di aver raccolto dati che contribuirono a caratterizzare i tipi II e IV. Come parte di questo lavoro, insieme ad Alec Little, Payne progettò e costruì un nuovo interferometro a "lobo spazzato" che poteva disegnare una mappa della forza delle emissioni radio solare e della polarizzazione una volta al secondo e registrare automaticamente su una cinepresa ogni volta che le emissioni raggiungevano una certa intensità.

### Dimissioni e seconda carriera
Nel 1951, la carriera scientifica di Payne-Scott terminò bruscamente, con la sua decisione di dimettersi per mettere su famiglia, visto che all'epoca non esisteva il congedo di maternità.
Ad agosto 1952, tornò brevemente alla radioastronomia, partecipando alla 10ª Assemblea Generale dell'International Union of Radio Science presso l'Università di Sydney.
Dal 1963 al 1974, Payne-Scott tornò a insegnare alla Danebank School, in un sobborgo a sud di Sydney.

## Cultura di massa
Ruby Payne-Scott morì a Mortdale, nel New South Wales, il 25 maggio 1981, tre giorni prima del suo 69º compleanno. Verso la fine della sua vita, soffrì di Alzheimer. Nel 2018, The New York Times le dedicò un necrologio tardivo, spiegando in dettaglio come il suo lavoro aveva contribuito a gettare le basi per un nuovo campo della scienza chiamato radioastronomia.
Nel 2008, CSIRO riconobbe il contributo di Payne-Scott alla scienza e istituì il Payne-Scott Award, destinato "ai ricercatori di ritorno da interruzioni di carriera legate alla famiglia".
La Danebank School, dove Payne-Scott insegnò dopo la sua carriera in radioastronomia, ospita una conferenza annuale Ruby Payne-Scott "presentata da eccezionali donne scienziate in una varietà di campi".
Nel 2017, l'Università di Sydney inaugurò il Payne-Scott Professorial Distinctions per onorare illustri professori e i loro contributi all'Università in tutte le aree di leadership, insegnamento e ricerca.

## Ruoli professionali ricoperti
- Ricercatrice, Comitato per la ricerca sul cancro, Università di Sydney, 1932-1935.
- Woodlands Church of England Grammar School Glenelg (Adelaide) 1938-1939.
- Ingegnere, AWA Ltd, 1939-1941.
- Divisione di radiofisica, CSIR (ora CSIRO), 1941–51.
- Cura della famiglia, 1951–1963.
- Insegnante di matematica e scienze presso la scuola Danebank Church of England, Sydney, 1963–74.

## Premi e riconoscimenti
- Norbert Quirk Prize per la matematica
- Deas Thomson and Walter Burfitt Scholarships per la fisica (insieme a R. H. Healey)

## Pubblicazioni
- Moonlight on the Nepean, Nepean Times, Penrith, 29 dicembre 1923, p. 4
- Relative intensity of spectral lines in indium and gallium, su Nature, n. 131 (1933), pp. 365–366.
- (con W.H. Love) Tissue cultures exposed to the influence of a magnetic field, Nature, n. 137 (1936), p. 277.
- Notes on the use of photographic films as a means of measuring gamma ray dosage, Sydney University. Cancer Research Committee Journal, n.7 (1936), pp. 170–175.
- The wave-length distribution of the acattered radiation in a medium traversed by a beam of x or gamma rays, Università di Sydney, 1936
  - The wavelength distribution of the scattered radiation in a medium traversed by a beam of X or gamma rays, British Journal of Radiology, n. 10 (1937), pp. 850–870.
- (con A. L. Green) Superheterodyne tracking charts, A.W.A. Technical Review, n. 5 (1941), pp. 251–274; Wireless Engineer, n. 19 (1942), pp. 290–302.
- A note on the design of iron-cored coils at audio frequencies. A.W.A. Technical Review, 6 (1943), 91–96.
- Otto lavori non pubblicati classificati come rapporti tecnici per la Divisione di Radiofisica durante la seconda guerra mondiale, incluso il rapporto Pawsey e Payne-Scott del 1944: Measurements of the noise level picked up by an S-band aerial, CSIR Radiophysics Laboratory Report, RP 209 (1944).
- Solar and cosmic radio frequency radiation; survey of knowledge available and measurements taken at Radiophysics Laboratory to Dec. 1, 1945, CSIR Radiophysics Laboratory Report SRP 501/27 (1945).
- (con J. L. Pawsey and L. L. McCready) Radio-frequency energy from the sun, Nature, 157 (1946), 158.
- 'A study of solar radio frequency radiation on several frequencies during the sunspot of July–August 1946, CSIR Radiophyscis Laboratory Report, RPL 9 (1947).
- L.L. McCready, J.L. Pawsey e Ruby Payne-Scott, Solar radiation at radio frequencies and its relation to sunspots, Proceedings of the Royal Society of London, Mathematical and Physical Sciences 190.1022 (1947), pp. 357–375.
- (con D. E. Yabsley and J. G. Bolton) Relative times of arrival of bursts of solar noise on different radio frequencies, Nature, n. 160 (1947), p. 256.
- The visibility of small echoes on radar PPI displays, Proceedings of the Institute of Radio Engineers, n. 36 (1948), 180.
- Solar Noise Records taken during 1947 and 1948, CSIR Radiophysics Laboratory Report, RPL 30 (1948).
- (con L.L. McCready) Ionospheric effects noted during dawn observations on solar noise, Terrestrial Magnetism and Atmospheric Electricity, n. 53 (1948), p. 429.
- Bursts of solar radiation at metre wavelengths, Australian Journal of Scientific Research (A), n. 2 (1949), 214.
- The noise-like character of solar radiation at metre wavelengths, Australian Journal of Scientific Research (A), n. 2 (1949), 228.
- Some characteristics of non-thermal solar radiation at metre wave-lengths, Journal of Geophysical Research, 55 (1950), 233. (nella collezione Summary of Proceedings of Australian National Committee of Radio Science, URSI, Sydney, 16–20 gennaio 1950)
- (con A. G. Little) The position and movement on the solar disk of sources of radiation at a frequency of 97 Mc/s. I. Equipment, Australian Journal of Scientific Research (A), n. 4 (1951), p. 489.
- (con A. G. Little) The positions and movement on the solar disk of sources of radiation at a frequency of 97 Mc/s II. Noise Storms, Australian Journal of Scientific Research (A), n. 4 (1951), p. 508.
- (con A. G. Little) The position and movement on the solar disk of sources of radiation at a frequency of 97 Mc/s. III. Outbursts, Australian Journal of Scientific Research A, n. 5 (1952), p. 32.